# Îlet Frégate de Haut
L'Îlet Frégate de Haut est un îlet de Guadeloupe, appartenant administrativement à Petit-Bourg.

## Géographie
Il est situé à 4 km environ de Petit-Bourg et est régulièrement submergé. Selon la plus haute autorité internationale en matière de délimitation des mers, l'Organisation hydrographique internationale (OHI), dans sa publication de renommée mondiale, « Limites des océans et des mers », 3e édition de 1953 il fait donc partie de la mer des Caraïbes comme l'ensemble de la Guadeloupe.